# جوني ماكنوسكي
جوني ماكنوسكي (بالإنجليزية: Johnny Macknowski)‏ مواليد 7 يناير 1923 في روسيا، هو لاعب كرة سلة أمريكي معتزل. بدأ مسيرته الاحترافية في سنة 1947. تم اختياره من قبل فريق سكرامنتو كينغز خلال الدرافت. حمل الرقم 5. يبلغ طوله 6 قدم 0 بوصة (1.8 م). اعتزل اللعب في 1951. لعب مع فيلادلفيا سفنتي سيكسرز في الدوري الأمريكي لكرة السلة للمحترفين.

## روابط خارجية
- جوني ماكنوسكي على موقع إن بي أي (الإنجليزية)
- جوني ماكنوسكي على موقع سبورتس رفرنس (الإنجليزية)
- جوني ماكنوسكي على موقع كلية كرة السلة في سبورتس رفرنس.كوم (الإنجليزية)
- جوني ماكنوسكي على موقع ريلجم (الإنجليزية)
- جوني ماكنوسكي على موقع سبورتس رفرنس (الإنجليزية)